# Le Creusot
Le Creusot je mesto in občina v srednjevzhodnem francoskem departmaju Saône-et-Loire regije Burgundije. Leta 2010 je naselje imelo 22.783 prebivalcev.

## Geografija
Kraj leži v srednjevzhodni Franciji 90 km severozahodno od Mâcona, 107 km jugozahodno od Dijona.

## Administracija
Le Creusot je sedež dveh kantonov:
- Kanton Le Creusot-Vzhod (del občine Le Creusot, občine Le Breuil, Saint-Firmin, Saint-Sernin-du-Bois),
- Kanton Le Creusot-Zahod (del občine Le Creusot).

Oba kantona sta sestavna dela okrožja Autun.

## Zanimivosti
- dvorec Château de la Verrerie s parkom,
  - La Cristallerie de la Reine,
- Le Parc touristique des Combes,
- Marteau-pilon (parno kladivo)
- L'académie François Bourdon.

## Pobratena mesta
- Blieskastel,  (Nemčija)
- Majdanpek,  (Srbija)
- Bor,  (Srbija)